# Mirisavka
Mirisavka (zlatno koljeno, lat. Anthoxanthum), biljni rod iz porodice trava (Poaceae). Raširen je po umjerenim i suptropskim krajevima Europe, Azije i Afrike. Neke vrste uvezene su u Australiju, Novi Zeland i Amerike.
U Hrvatskoj raste nekoliko vrsta (4), među kojima obična i osata mirisavka. Obična mirisavka u prošlosti se koristila za aromatiziranje duhana, pića, parfema i rublja. Ime roda dolazi od grčkog anthos (cvijet) i  xanthos (žučkast), po boji metlice.
Mirisavke su jednogodišnje bilje i trajnice kojih je priznato nasjmanje 13 ili najviše 52 vrsta. Rastu u busenima. Stabljika je uspravna ili povijena. Cvjetovi su skupljeni u klasolike metlice.
Rodu se priključuju i vrste roda Hierochloe, u hrvatskom jeziku poznatom kao darica, čiji je jedini predstavnik u Hrvatskoj južnjačka darica (A. australe, ili Hierochloe australis)

## Vrste
1. Anthoxanthum aethiopicum I.Hedberg
2. Anthoxanthum alpinum Á.Löve & D.Löve, planinska mirisavka
3. Anthoxanthum amarum Brot.
4. Anthoxanthum aristatum Boiss., osata mirisavka
5. Anthoxanthum borii S.K.Jain & Pal
6. Anthoxanthum brevifolium Stapf
7. Anthoxanthum gracile Biv.
8. Anthoxanthum madagascariense Stapf
9. Anthoxanthum maderense Teppner
10. Anthoxanthum nipponicum Honda
11. Anthoxanthum nivale K.Schum.
12. Anthoxanthum odoratum L., obična mirisavka
13. Anthoxanthum ovatum Lag.,  jajasta mirisavka

## Vanjske poveznice
|  | Zajednički poslužitelj ima još gradiva o temi Anthoxanthum |
|  | Wikivrste imaju podatke o taksonu Anthoxanthum             |